# Twisted Metal 4
 (avril 2025).
Si vous disposez d'ouvrages ou d'articles de référence ou si vous connaissez des sites web de qualité traitant du thème abordé ici, merci de compléter l'article en donnant les références utiles à sa vérifiabilité et en les liant à la section « Notes et références ».
Twisted Metal 4 est le quatrième épisode de la série de jeux de combat motorisé Twisted Metal, sorti en 1999. C'est le deuxième et dernier épisode de la série développé par les studios de Sony, 989 Studios.
Comme les épisodes précédents, Twisted Metal 4 a été réédité dans la collection « Greatest Hits » de Sony.

## Résumé
Comme pour les épisodes précédents, le concept de Twisted Metal 4 est celui d'un demolition derby utilisant des projectiles balistiques. Les joueurs choisissent un véhicule et une arène, ou une série d'arènes en mode scénario, pour affronter les conducteurs adverses. Diverses armes peuvent être ramassées dans les arènes. L'objectif du jeu est d'être le dernier survivant.
Le scénario de Twisted Metal 4 est différent de ses prédécesseurs. Sa cinématique de début commence dans les années 1900, avec une roulotte de cirque semant la destruction partout où elle passe. Le jeune Sweet Tooth, fasciné par le tournoi Twisted Metal, y prend part et finit par gagner. Il souhaite alors devenir la star de Twisted Metal, ce que Calypso lui accorde. D'abord satisfait du chaos qu'il a créé, au fil des années, Sweet Tooth devient jaloux de Calypso, et décide finalement de mener un coup d'État avec l'aide d'un groupe de clowns psychopathes, et prend le contrôle de Twisted Metal.
Le scénario indique également que la source des pouvoirs de Calypso est une mystérieuse bague qui consume les âmes de ceux qui meurent pendant le tournoi, en lui donnant la force et la jeunesse. En la lui prenant, Sweet Tooth gagne à son tour la possibilité d'accorder des souhaits.

## Développement
Sony ayant eu un différend contractuel avec SingleTrac, les développeurs des deux premiers Twisted Metal, le développement de Twisted Metal III et de Twisted Metal 4 fut confié à 989 Studios, l'équipe de développement de Sony. Le jeu fut retravaillé pour corriger les défauts de Twisted Metal III, ajoutant une action plus rapide et une physique moins contraignante. Les niveaux furent agrandis et un large arsenal d'armes diverses fut créé pour le jeu, mais beaucoup de ces armes n'ont pas été reprises dans les épisodes suivants.

## Système de jeu
Twisted Metal 4 reprend le moteur de jeu de son prédécesseur Twisted Metal III, réajusté pour être plus rapide et plus flexible. Il inclut également de nouvelles caractéristiques, dont beaucoup n'ont pas été reprises dans les épisodes suivants :
- Arsenal étendu : Contrairement à Twisted Metal III qui ajoutait peu de nouvelles armes à celles de Twisted Metal 2, Twisted Metal 4 contient une grande variété d'armes à ramasser. Parmi les plus notables, on peut citer des missiles qui tirent des projectiles plus petits.
- Sauvegardes : Twisted Metal 4 abandonne le système de mots de passe de ses prédécesseurs, et permet au joueur de sauvegarder sa progression sur sa carte mémoire. On peut sauvegarder jusqu'à 30 jeux différents, en mode 1 ou 2 joueurs.
- Create-A-Car : Un mode qui permet au joueur de créer sa propre voiture pour l'utiliser dans le jeu. Il peut choisir entre 9 types différents, chacun avec différentes peintures et accessoires, puis choisir une attaque spéciale et un « cri de guerre ». À ce jour, Twisted Metal 4 est le seul jeu de combat motorisé sur console de salon à posséder un tel mode.

## Personnages
Le jeu possède 13 personnages jouables dès le début du jeu. La plupart d'entre eux sont de nouveaux personnages créés pour cet épisode, tandis que certains personnages des épisodes précédents apparaissent comme boss de fin de niveau sans préciser leur histoire. Contrairement aux épisodes précédents, chaque niveau possède un boss à vaincre pour passer au niveau suivant. Chaque boss devient jouable une fois que le joueur l'a battu.
| Nom du véhicule | Type de véhicule                      | Nom du conducteur           | Histoire du conducteur                                                      |
| --------------- | ------------------------------------- | --------------------------- | --------------------------------------------------------------------------- |
| Calypso         | Véhicule nucléaire soviétique         | Calypso                     | Ex-maître du jeu, détrôné par Sweet Tooth, il veut reprendre sa place.      |
| Captain Grimm   | Bateau pirate sur quatre roues        | Captain Grimm               | Le squelette d'un pirate mort qui cherche l'âme de Sweet Tooth.             |
| Drag Queen      | Funny car                             | Dennis « Petunia » Flanders | Un travesti obèse qui veut garder son hobby.                                |
| Gen. Warthog    | Char de la Première Guerre mondiale   | Sans nom                    | Un ancien militaire qui recherche l'armée la plus puissante sur Terre.      |
| Google Eyes     | Fourgon d'exterminateur d'insectes    | Sans nom                    | Un chimiste de talent qui veut éliminer tous les insectes du monde.         |
| Meter Maid      | Voiture de police                     | Zanita Corbett              | Une jeune policière qui a un PV à délivrer.                                 |
| Microblast      | Voiture-jouet                         | Sans nom                    | Un artiste de cirque complexé par sa petite taille.                         |
| Mr. Zombie      | « Dragula »                           | Rob Zombie                  | Un rockeur zombie qui veut que « le monde entende ses cris ».               |
| Orbital         | Voiture de sport                      | Sans nom                    | Un agent secret dont la moitié du visage est masquée d'une plaque de métal. |
| Pizza Boy       | Voiture de livreur de pizza           | Connor Nazang               | Un livreur de pizza rappeur qui aime les courses illégales.                 |
| Quatro          | Moto volante                          | Quatro                      | Un chasseur de primes intergalactique qui veut la tête de Sweet Tooth.      |
| The Joneses     | Break                                 | Ralph & Meg Jones           | Une famille à la recherche d'une vraie maison.                              |
| Trash Man       | Camion-poubelle                       | Sans nom                    | Un éboueur qui rêve d'un monde fait d'ordures.                              |
| Crusher         | Broyeur de ferraille                  | Inconnu                     | Premier boss du jeu.                                                        |
| Moon Buggy      | Véhicule lunaire à 6 roues            | Inconnu                     | Second boss du jeu.                                                         |
| Super Thumper   | Lowrider de luxe                      | Inconnu                     | Troisième boss du jeu.                                                      |
| RC Car          | Voiture télécommandée grandeur nature | Inconnu                     | Quatrième boss du jeu.                                                      |
| Super Axel      | Engin blindé à deux roues             | Inconnu                     | Cinquième boss du jeu.                                                      |
| Super Auger     | Grue avec un jet d'huile              | Inconnu                     | Sixième boss du jeu avec Super Slamm.                                       |
| Super Slamm     | Bulldozer                             | Inconnu                     | Sixième boss du jeu avec Super Auger.                                       |
| Minion          | Char d'assaut                         | Minion                      | Septième boss du jeu.                                                       |
| Sweet Tooth     | Camion de glaces blindé               | Needles Kane                | Dernier boss et maître du jeu.                                              |

## Niveaux
- Construction Site - Un chantier de construction avec quatre zones différentes. On y trouve une grue qui permet de ramasser les véhicules adverses pour les lâcher dans des endroits stratégiques, par exemple près d'un lance-flammes.
- Neon City - Une ville futuriste. On y trouve un métro qui écrase tout véhicule se trouvant sur son chemin.
- Road Rage - Des autoroutes qui se croisent. Le joueur peut y trouver des zones d'accélération qui poussent très fort son véhicule.
- The Bedroom - Une chambre géante décorée à l'image de Sweet Tooth.
- Amazonia 3000 B.C. - L'Amazonie dans la préhistoire. Cette arène est peut-être basée sur l'arène Amazonia de Twisted Metal 2.
- The Oil Rig - Une plate-forme pétrolière placée en hauteur. Tout véhicule qui tombe est éliminé instantanément.
- The Maze - Un labyrinthe géant, dont les murs sont décorés de portraits de Minion, Sweet Tooth et Calypso.
- The Carnival - Le dernier niveau du jeu, une fête foraine appartenant à Sweet Tooth. Le niveau inclut deux tentes, des anneaux de feu, un train fantôme et des montagnes russes.

## Accueil
Le jeu fut mal accueilli par les critiques et les fans des premiers épisodes, mais il reçut quand même de meilleures critiques que son prédécesseur Twisted Metal III : GameRankings lui a donné un score de 69 %.
Malgré ces améliorations et le fait qu'il soit devenu un best-seller, Twisted Metal 4 n'a pas été apprécié des fans des deux premiers épisodes. Depuis la sortie de Twisted Metal: Head-On sur PSP, les fans considèrent que Twisted Metal III et Twisted Metal 4 ne font pas partie de la série.